# Championnat d'Asie et d'Océanie féminin de volley-ball des moins de 20 ans
Le championnat d'Asie et d'Océanie de volley-ball féminin des moins de 20 ans est une compétition sportive internationale de volley-ball. Il est organisé par la Asian Volleyball Confederation (AVC). Il a été créé en 1980. Il se déroule tous les deux ans depuis 1984. Les équipes sont composées de femmes âgées de dix-neuf ans ou moins.

## Palmarès
| Année | Lieu                     | Champion     | Finaliste    | Troisième    | Quatrième    |
| ----- | ------------------------ | ------------ | ------------ | ------------ | ------------ |
| 1980  | Séoul                    | Corée du Sud | Japon        | Inde         | Singapour    |
| 1984  | Canberra                 | Japon        | Chine        | Corée du Sud | Taïwan       |
| 1986  | Bangkok                  | Japon        | Chine        | Corée du Sud | Thaïlande    |
| 1988  | Jakarta                  | Japon        | Chine        | Corée du Sud | Indonésie    |
| 1990  | Chiang Mai               | Japon        | Corée du Sud | Chine        | Taïwan       |
| 1992  | Kuala Lumpur             | Chine        | Corée du Sud | Taïwan       | Australie    |
| 1994  | Manille                  | Chine        | Japon        | Corée du Sud | Taïwan       |
| 1996  | Chiang Mai               | Chine        | Japon        | Corée du Sud | Taïwan       |
| 1998  | Trang                    | Chine        | Corée du Sud | Japon        | Thaïlande    |
| 2000  | Dagupan                  | Chine        | Japon        | Corée du Sud | Thaïlande    |
| 2002  | Ho Chi Minh              | Chine        | Thaïlande    | Taïwan       | Corée du Sud |
| 2004  | Colombo                  | Chine        | Japon        | Corée du Sud | Taïwan       |
| 2006  | Nakhon Ratchasima        | Chine        | Japon        | Taïwan       | Thaïlande    |
| 2008  | Taipei                   | Japon        | Taïwan       | Chine        | Corée du Sud |
| 2010  | Ho Chi Minh              | Chine        | Corée du Sud | Japon        | Thaïlande    |
| 2012  | Nakhon Pathom/Ratchaburi | Chine        | Taïwan       | Japon        | Thaïlande    |
| 2014  | Taipei                   | Chine        | Japon        | Corée du Sud | Thaïlande    |
| 2016  | Nakhon Ratchasima        | Chine        | Japon        | Thaïlande    | Viêt Nam     |
| 2018  | Hanoï                    | Japon        | Chine        | Thaïlande    | Taïwan       |

## Tableau des médailles
| Rang | Pays         | Médaille d'or | Médaille d'argent | Médaille de bronze | Total |
| 1    | Chine        | 12            | 4                 | 2                  | 18    |
| 2    | Japon        | 6             | 8                 | 3                  | 17    |
| 3    | Corée du Sud | 1             | 4                 | 8                  | 13    |
| 4    | Taïwan       | 0             | 2                 | 3                  | 5     |
| 5    | Thaïlande    | 0             | 1                 | 2                  | 3     |
| 6    | Inde         | 0             | 0                 | 1                  | 1     |

## Meilleures joueuses par tournoi
- 2006 –  Yan Ni
- 2008 –  Yuki Kawai
- 2010 –  Liu Yanhan
- 2012 –  Zhu Ting
- 2014 –  Du Qingqing
- 2016 –  Wu Han
- 2018 –  Kanon Sonoda